# Alf Nunweiler
Pour les articles homonymes, voir Nunweiller.
Allan Alfred Nunweiler (né le 7 décembre 1930) est un homme politique canadien de la Colombie-Britannique. Il est député provincial néo-démocrate de la circonscription britanno-colombienne de Fort George de 1972 à 1975.
Il siège au cabinet du premier ministre Dave Barrett à titre de ministre sans portefeuille de juin 1974 à décembre 1975.

## Biographie
Né à Eatonia en Saskatchewan, Nunweiler travaille comme répartiteur pour les lignes du Canadian National entre Jasper en Alberta et Prince George en Colombie-Britannique pendant 33 ans.